# Riverside (Idaho)
Riverside – jednostka osadnicza w Stanach Zjednoczonych, w stanie Idaho, w hrabstwie Bingham.